# Гастінгс (Міннесота)
Гастінгс (англ. Hastings) — місто (англ. city) в США, в округах Дакота і Вашингтон штату Міннесота. Населення — 22 154 особи (2020).

## Географія
Гастінгс розташований за координатами 44°43′54″ пн. ш. 92°51′16″ зх. д. / 44.73167° пн. ш. 92.85444° зх. д. (44.731780, -92.854512). За даними Бюро перепису населення США в 2010 році місто мало площу 28,95 км², з яких 26,52 км² — суходіл та 2,42 км² — водойми.

### Клімат
| Клімат : Гастінґс     | Клімат : Гастінґс | Клімат : Гастінґс | Клімат : Гастінґс | Клімат : Гастінґс | Клімат : Гастінґс | Клімат : Гастінґс | Клімат : Гастінґс | Клімат : Гастінґс | Клімат : Гастінґс | Клімат : Гастінґс | Клімат : Гастінґс | Клімат : Гастінґс | Клімат : Гастінґс |
| Показник              | Січ.              | Лют.              | Бер.              | Квіт.             | Трав.             | Черв.             | Лип.              | Серп.             | Вер.              | Жовт.             | Лист.             | Груд.             | Рік               |
| Середній максимум, °C | −6,1              | −2,2              | 3,9               | 12,8              | 20,6              | 25,6              | 27,8              | 26,7              | 21,7              | 14,4              | 4,4               | −3,3              | 12,2              |
| Середній мінімум, °C  | −16,7             | −12,8             | −5,6              | 2,2               | 8,9               | 13,9              | 16,7              | 15,6              | 10,6              | 3,9               | −4,4              | −12,2             | 1,7               |
| Норма опадів, мм      | 23                | 15                | 43                | 71                | 86                | 104               | 112               | 102               | 79                | 56                | 51                | 20                | 765               |
| --------------------- | ----------------- | ----------------- | ----------------- | ----------------- | ----------------- | ----------------- | ----------------- | ----------------- | ----------------- | ----------------- | ----------------- | ----------------- | ----------------- |
| Джерело:              |                   |                   |                   |                   |                   |                   |                   |                   |                   |                   |                   |                   |                   |

## Демографія
Згідно з переписом 2010 року, у місті мешкали 22 172 особи в 8735 домогосподарствах у складі 5802 родин. Густота населення становила 766 осіб/км². Було 9222 помешкання (319/км²).
Расовий склад населення:
| - 94,1 % — білих - 1,6 % — чорних або афроамериканців - 0,9 % — азіатів - 0,5 % — корінних американців |

До двох чи більше рас належало 2,1 %. Частка іспаномовних становила 2,6 % від усіх жителів.
За віковим діапазоном населення розподілялося таким чином: 24,7 % — особи молодші 18 років, 61,7 % — особи у віці 18—64 років, 13,6 % — особи у віці 65 років та старші. Медіана віку мешканця становила 37,5 року. На 100 осіб жіночої статі у місті припадало 96,7 чоловіків; на 100 жінок у віці від 18 років та старших — 95,4 чоловіків також старших 18 років.
Середній дохід на одне домашнє господарство становив 77 730 доларів США (медіана — 62 976), а середній дохід на одну сім'ю — 90 386 доларів (медіана — 78 686). Медіана доходів становила 51 622 долари для чоловіків та 43 347 доларів для жінок. За межею бідності перебувало 8,1 % осіб, у тому числі 9,8 % дітей у віці до 18 років та 5,0 % осіб у віці 65 років та старших.
Цивільне працевлаштоване населення становило 11 737 осіб. Основні галузі зайнятості: освіта, охорона здоров'я та соціальна допомога — 20,0 %, виробництво — 13,4 %, роздрібна торгівля — 12,6 %.

## Персоналії
- Гаррі Олівер (1888—1973) — американський гуморист, художник і артдиректор багатьох фільмів.